# 宝山路
宝山路是中国上海市静安区东北部的一条街道，南北走向。南起天目东路，北至同心路。长1756米，宽13.3米到32米。
宝山路修筑于1902年，因位于当时的宝山县境内而得名。宝山路为原闸北地区的主要街道，建成后不久设立商务印书馆，南端由于靠近北站，商业繁荣。1927年四一二事变在此发生。1932年一二八事变和1937年八一三事变中宝山路受到重创，战后除南端商业得到部分恢复外，大部分演变为贫民窟。

## 轨道交通
有上海轨道交通三号线、上海轨道交通四号线共线站宝山路站、轨道交通三号线东宝兴路站

## 交会道路（南向北）
- 东新民路、天目东路
- 东华路
- 西华路
- 虬江路
- 鸿兴路
- 宝源路
- 永兴路
- 宝昌路
- 宝通路
- 东宝兴路
- 海伦西路
- 横浜路
- 东江湾路、天通庵路